# جرج صبرا
جرج صبرا (عربی: جورج صبرة)؛ (زاده ۱۱ ژوئیه ۱۹۴۷) در شهرستان قطنا در استان ریف دمشق است. وی در تاریخ ۹ نوامبر ۲۰۱۲ به عنوان رئیس شورای ملی سوریه، گروه اصلی اپوزیسیون سوریه، انتخاب شد و از ۲۲ آوریل تا ۶ ژوئیه ۲۰۱۳، رئیس ائتلاف ملی سوریه شد. او یک مسیحی ارتدوکس یونانی است.

## زندگی و تحصیلات
جرج صبرا در ۱۱ ژوئیه ۱۹۴۷ در یک خانواده مسیحی در شهر قطنا در استان ریف دمشق متولد شد.
او دوره ابتدایی و متوسطه را به پایان رساند و در سال ۱۹۶۷ از دارالمعلمین دمشق فارغ‌التحصیل شد. صبرا در سال ۱۹۷۱ در رشته جغرافیای دانشکده ادبیات و علوم انسانی دانشگاه دمشق مدرک لیسانس دریافت کرد.
او از آن زمان یک معلم جغرافیایی و همچنین یک فیلمنامه‌نویس شده‌است. او یکی از نویسندگان نسخهٔ عربی، Ifta Ya Simsim، از نمایش کودکان خیابان سه سامی شده‌است.
او در سال ۱۹۷۸ از دانشگاه ایندیانای آمریکا مدرک کارشناس سیستم‌های آموزش و پرورش و تلویزیون آموزشی دریافت کرد.

## زندگی سیاسی
جرج صبرا در دهه هفتاد به عضویت دفتر سیاسی حزب کمونیست سوریه درآمد و بعد از تهاجمی که در سال ۱۹۸۰ به این حزب شد در زمره مسئولینی قرار گرفت که مسئولیت کار حزبی و رهبری امنیتی حزب را پیش می‌برد. در پی تهاجمات امنیتی سال ۱۹۸۴ به این حزب تحت تعقیب قرار گرفت و به مدت سه سال در داخل سوریه زندگی مخفیانه داشت. در سال ۱۹۸۵ به عضویت کمیته مرکزی حزب کمونیست سوریه درآمد و در سال ۱۹۸۷ دستگیر شد. پس از دستگیری دادگاه امنیتی سوریه حکم هشت سال زندان برای او صادر کرد. او این هشت سال را در زندان نظامی صیدنایا گذراند و در سال ۱۹۹۵ بعد از پایان یافتن حکمش آزاد شد.
در سال ۲۰۰۰ حزب کمونیست سوریه او را بعنوان نماینده خود به تجمع ملی دمکرات اعزام کرد و بعنوان یکی از اعضای فرماندهی مرکزی این تجمع  انتخاب شد. در سال ۲۰۰۵ در کنگره هشتم حزب کمونیست سوریه بعنوان یکی از اعضای کمیته مرکزی حزب انتخاب شد و کمیته مرکزی حزب نیر او را به عضویت دبیرخانه مرکزی حزب درآورد. او در سال ۲۰۰۵ در بنیانگذاری جریان اعلان دمشق برای تغییر ملی دمکراتیک شرکت داشت.

## انقلاب سوریه
با شروع انقلاب سوریه جرج صبرا با تمام توان در کنار جوانان سوری ایستاد و نقش بزرگ و مهمی را در آرام سازی رویدادهای فرقه گرایانه که رژیم اسد قصد داشت در منطقه قطنا در سوریه ایجاد کند بازی کرد.
صبرا در صبح روز بیستم ژوئیه سال ۲۰۱۱ در منزلش در شهرستان قطنا دستگیر شد و به گفته شادی دخترش پنجاه تن از عناصر امنیتی بشار اسد که لباس شخصی داشتند در دستگیری او شرکت داشتند. پس از این تهاجم ۴ فرد امنیتی وابسته به حکومت اسد مجدداً به خانه او تهاجم کردند و دستگاه کامپیوتر او را مصادره کردند.
صبرا در تاریخ ۱۹ سپتامبر ۲۰۱۱ پس از دو ماه بازداشت که به اتهام نشر تعصب و تشویق مردم به تظاهرات علیه نظام بشار اسد از سر گذرانده بود مجدداً آزاد شد. او در ژانویه ۲۰۱۲ سوریه را ترک کرد و به فرانسه رفت و به دبیر خانه مرکزی شورای ملی سوریه پیوست.
در روز جمعه، نهم نوامبر سال ۲۰۱۲ در دوحه پایتخت قطر دبیرخانه شورای ملی سوریه او را بعنوان رئیس شورای ملی سوریه جایگزین عبد الباسط سیدا کرد.
در تاریخ ۲۲ آوریل ۲۰۱۳، رئیس مجلس ملی ائتلافی سوریه، معاذ خطیب، در اعتراض به عدم کمک‌های بین‌المللی به اپوزیسیون سوریه توسط گروه دوستان سوریه از سمت خود استعفا داد. پس از آن جرج صبرا یک چهره در اپوزیسیون سوریه به عنوان رئیس ائتلاف ملی سوریه انتخاب شد.